# Cynurie

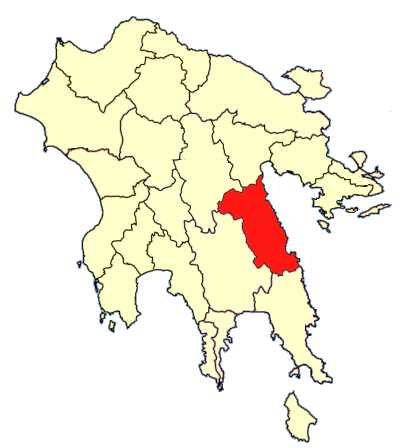
La Cynurie parmi les anciennes provinces de Grèce.

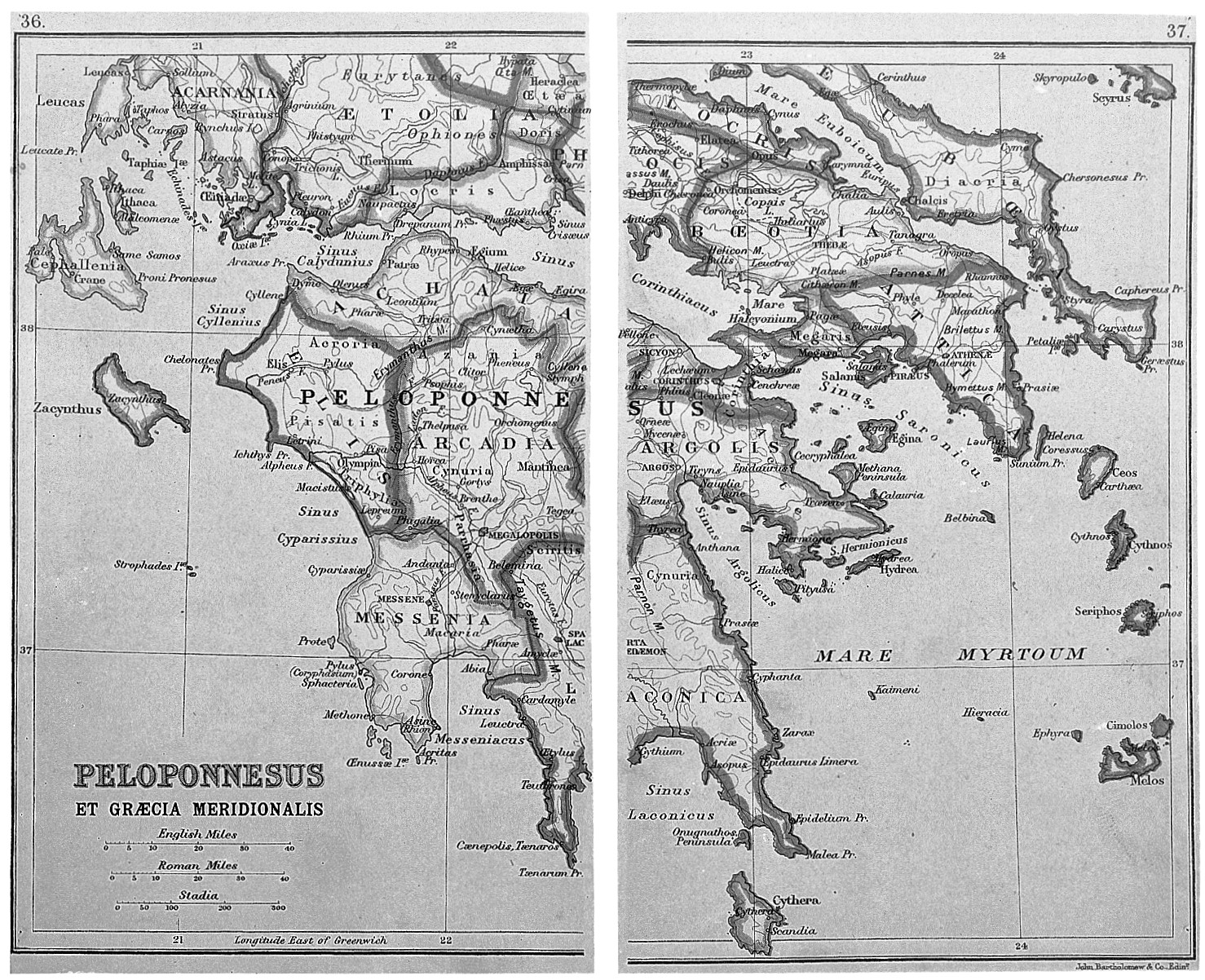
La « Cynuria » rattachée à la Laconie dans l'Atlas of ancient and classical geography, 1907.

La Cynurie ou Cynourie ou Thyréatide était, dans l'Antiquité, une petite région du Péloponnèse en Argolide, aux confins de la Laconie, sur la rive sud-ouest du golfe d'Argolide. Sa ville principale était Thyrée. Elle est disputée dans plusieurs guerres opposant Argos et Sparte. En 457 avant J.-C., les Spartiates y installent des réfugiés d'Égine chassés de leur île par les Athéniens. Les habitants, appelés Cyn(o)uriens, se disaient autochtones du Péloponnèse. Elle donne son nom à deux dèmes (municipalités de la Grèce contemporaine) : la Cynourie-du-Nord et la Cynourie-du-Sud, qui font partie du district régional d'Arcadie.

## Source
« Cynurie », dans Pierre Larousse, Grand dictionnaire universel du XIXe siècle, Paris, Administration du grand dictionnaire universel, 15 vol., 1863-1890 [détail des éditions].